# Багаржик
44°37′53″ пн. ш. 50°35′50″ сх. д. / 44.63139° пн. ш. 50.59722° сх. д.
Багаржи́к — мис на півночі півострову Тупкараган. Вдається у Каспійське море, утворюючи своєрідний широкий, але невеликий, півострів.
Поряд знаходяться стародавні руїни поселення Караган.
Біля мису у водах Каспійського моря розкидані підводні камені та надводні кекури.
| Казахстан | Це незавершена стаття з географії Казахстану. Ви можете допомогти проєкту, виправивши або дописавши її. |